# Dmitrij Radczenko
Dmitrij Leonidowicz Radczenko (ros. Дмитрий Леонидович Радченко, ur. 2 grudnia 1970 w Leningradzie) – rosyjski piłkarz grający na pozycji napastnika.

## Kariera klubowa
Karierę piłkarską rozpoczął w tamtejszym klubie Dinamo Leningrad. W 1988 roku zadebiutował w drugiej lidze radzieckiej, ale już w 1989 roku był zawodnikiem lokalnego rywala Dynama, Zenitu Leningrad. W Zenicie spędził dwa sezony, a w 1991 roku został piłkarzem stołecznego Spartaka Moskwa. W 1991 roku został wicemistrzem ZSRR, a w 1992 zdobył puchar tego kraju. Wtedy też został mistrzem nowo powstałej rosyjskiej Wyższej ligi, a w 1993 roku powtórzył ten sukces.
Latem 1993 roku Radczenko przeszedł do hiszpańskiego Racingu Santander, w którym był drugim Rosjaninem obok Dmitrija Popowa. W Primera División zadebiutował 5 września 1993 w wygranym 1:0 domowym spotkaniu z Rayo Vallecano. W swoim pierwszym sezonie spędzonym w La Liga strzelił 11 goli, a w kolejnym (1994/1995) zaliczył 10 trafień.
Latem 1995 Radczenko odszedł do Deportivo La Coruña, a pierwszy mecz w nowej drużynie rozegrał 2 września przeciwko Valencii (3:0). Większą część sezonu spędził w Deportivo jako rezerwowy dla Brazylijczyka Bebeto i Hiszpana Javiera Manjarína, ale zdołał strzelić 5 bramek w lidze. W 1996 roku Radczenko odszedł z Deportivo i został zawodnikiem madryckiego Rayo Vallecano. Na koniec sezonu spadł z tym klubem do Segunda División, a rok później to samo uczynił jako rezerwowy CP Mérida. Sezon 1998/1999 Rosjanin spędził w drugoligowej Composteli.
W połowie 1999 roku Radczenko wyjechał do Japonii i podpisał kontrakt z tamtejszym Júbilo Iwata wywodzącym się z miasta Iwata. Na koniec roku został mistrzem Japonii, a w 2000 roku zajął z Júbilo 4. miejsce w rozgrywkach ligowych. W połowie 2001 roku został piłkarzem chorwackiego Hajduka Split i przez rok występował na boiskach ligi chorwackiej. W 2002 roku został piłkarzem amatorskiego hiszpańskiego klubu, Bergantiños FC. W 2003 roku w jego barwach zakończył karierę.
| Sezon   | Klub                | Kraj      | Rozgrywki        | Mecze | Bramki |
| ------- | ------------------- | --------- | ---------------- | ----- | ------ |
| 1988    | Dinamo Leningrad    | ZSRR      | II liga          | 20    | 5      |
| 1989    | Zenit Leningrad     | ZSRR      | Wyższa liga      | 19    | 5      |
| 1990    | Zenit Leningrad     | ZSRR      | Wyższa liga      | 35    | 11     |
| 1991    | Spartak Moskwa      | ZSRR      | Wyższa liga      | 29    | 13     |
| 1992    | Spartak Moskwa      | Rosja     | Wyższa liga      | 18    | 12     |
| 1993    | Spartak Moskwa      | Rosja     | Wyższa liga      | 14    | 2      |
| 1993/94 | Racing Santander    | Hiszpania | Primera División | 36    | 11     |
| 1994/95 | Racing Santander    | Hiszpania | Primera División | 36    | 9      |
| 1995/96 | Deportivo La Coruña | Hiszpania | Primera División | 28    | 5      |
| 1996/97 | Rayo Vallecano      | Hiszpania | Primera División | 31    | 1      |
| 1997/98 | CP Mérida           | Hiszpania | Primera División | 10    | 0      |
| 1998/99 | SD Compostela       | Hiszpania | Segunda División | 9     | 0      |
| 1999    | Júbilo Iwata        | Japonia   | J-League         | 7     | 1      |
| 2000    | Júbilo Iwata        | Japonia   | J-League         | 21    | 5      |
| 2001/02 | Hajduk Split        | Chorwacja | I liga           | 10    | 4      |

## Kariera reprezentacyjna
W reprezentacji Związku Radzieckiego Radczenko zadebiutował 21 listopada 1990 roku w zremisowanym 0:0 towarzyskim meczu ze Stanami Zjednoczonymi. W kadrze ZSRR rozegrał 2 mecze, a 16 sierpnia 1992 rozegrał swój pierwszy mecz w barwach reprezentacji Rosji, wygrany 2:0 z Meksykiem. W 1994 roku został powołany przez selekcjonera Pawła Sadyrina do kadry na Mistrzostwa Świata w USA. Tam wystąpił we wszystkich trzech grupowych spotkaniach: w przegranych 0:2 z Brazylią i 1:3 ze Szwecją oraz wygranym 6:1 z Kamerunem i zdobył w nim gola. Ostatni mecz w kadrze narodowej rozegrał w październiku 1996 przeciwko Izraelowi (1:1). Łącznie wystąpił w niej 33 razy i strzelił 9 bramek.